# Lars Lambrecht
Lars Lambrecht (* 24. Februar 1944 in Hamburg) ist ein deutscher Soziologe und war bis 2009 Professor für Soziologie am Fachbereich Sozialökonomie der Universität Hamburg.

## Leben
Abitur 1964 am Hamburger humanistischen Gymnasium Christianeum und anschließend Studium der Philosophie, Geschichts- und Politikwissenschaft, Soziologie in Basel und Marburg/Lahn von 1965 bis 1970. 1970 Erstes Staatsexamen für das Lehramt an Höheren Schulen in den Fächern Geschichte, Politische Wissenschaften und Philosophie. Seit 1971 Lehre der Politischen Geschichte und Soziologie sowie Sozialphilosophie an der Hamburger Universität für Wirtschaft und Politik (HWP). 1982 Promotion an der Universität Bremen. Dissertation: „Intellektuelle Subjektivität und Gesellschaftsgeschichte. Grundzüge eines Forschungsprojekts zur Biographik und Fallstudie zu F. Nietzsche und F. Mehring“, Frankfurt/M./Bern/New York 1985. 1992 Habilitation an der Universität Bremen im Fach Philosophie: „Junghegelianismus. Zur Auseinandersetzung der Junghegelianer mit der Philosophiegeschichte und zu ihrer Rezeption der Philosophie Fichtes und der Französischen Revolution“, Bremen [masch.schriftl. Habilitationsschrift]. 1993 Privatdozent für Philosophie an der Universität Bremen Seit 1995 Professor für Gesellschaftstheorie, Sozialphilosophie und Politische Soziologie an der HWP. Seit 1998 Vorsitzender des Promotionsausschusses an der HWP. Seit 2003 Lehre an der von H.J. Sandkühler geleiteten Deutschen Abteilung „Wissenskulturen, Transkulturalität, Menschenrechte“ des europäischen UNESCO-Lehrstuhls (Paris) an der Universität Bremen.
Seit 2006 Direktor des Zentrums für Ökonomische und Soziologische Studien (ZÖSS) und Programmverantwortlicher des Masterstudiengangs Ökonomische und Soziologische Studien, Universität Hamburg – Fakultät Wirtschafts- und Sozialwissenschaften, Fachbereich Sozialökonomie der Universität Hamburg.
Schwerpunkte in Forschung und Lehre: Demokratieforschung, Ideengeschichte und Politik im 19. Jh., Biographie von Karl Nauwerck, Geschichtsphilosophie, Philosophie der Welt, Weltpolitik.

## Sonstige Funktionen
- Seit 1980 Redaktion der „Studien zur Dialektik“ und Redaktion sowie teilweise Mitherausgeber von „Dialektik. Beiträge zu Philosophie und Wissenschaften“ (zuletzt Felix Meiner Verlag, Hamburg)
- Mitherausgeber der Schriftenreihe "Forschungen zum Junghegelianismus. Quellenkunde, Umkreisforschung, Theorie, Wirkungsgeschichte" Peter Lang Verlag, Frankfurt/M., Berlin, Bern.
- Mitglied der Redaktion und des Wissenschaftlichen Beirats von "Das Argument – Zeitschrift für Philosophie und Sozialwissenschaften"/Berlin
- Seit 1990 Mitherausgeber der von H.J. Sandkühler in Verbindung mit dem Istituto Italiano per gli Studi Filosofici hg. EUROPÄISCHEN ENZYKLOPÄDIE ZU PHILOSOPHIE UND WISSENSCHAFTEN (4 Bde., Felix Meiner Verlag, Hamburg)
- mit Konrad Feilchenfeldt (München) Herausgeber der Reihe „Forschungen zum Junghegelianismus. Quellenkunde, Umkreisforschung, Theorie, Wirkungsgeschichte“ im Peter-Lang-Verlag, Frankfurt/M./Berlin/Bern.

## Veröffentlichungen
- Bürgerliche Revolution und Staat, Argument Studienhefte SH 53, Berlin 1984, ISBN 3-88619-753-0
- Zentrum oder Peripherie als metholologisches Problem in der Marxforschung. Am Beispiel der politischen Theorie bei den Junghegelianern. In: Marx-Engels-Forschung heute 1. Edition Marxistische Blätter, Neuss 1989, ISBN 3-88501-097-6, S. 65–124.
- Die „fürchterlich revolutionäre Kraft“ der Kritik oder „Ideen der großen Revolution sind lange noch nicht ausgelebt“. Zur Rezeption der Französischen Revolution bei den Junghegelianern E. Bauer und K. Nauwerck. In: „Sie, und nicht Wir“. Die Französische Revolution und ihre Wirkung auf das Reich. Hrsg. von Arno Herzig, Inge Stephan, Hans G. Winter. Dölling und Galitz, Hamburg 1989, ISBN 3-926174-14-5, S. 469–514.
- Karl Nauwerck (1810–1891) – Radikaldemokrat aus Mecklenburg mit europäischem Blickfeld. In: Modernisierung und Freiheit. Beiträge zur Demokratiegeschichte in Mecklenburg-Vorpommern, hrsg. v. M. Heinrichs u. K. Lüders. Schwerin (Mecklenburg Magazin Nr. 25) 1993, S. 596–619.
- (Hrsg.): Philosophie, Literatur und Politik vor der Revolution von 1848. Zur Herausbildung der Bewegungen in Europa. Beiträge der Konferenz zu einem Forschungsprojekt „Junghelgelianismus“ vom 16. bis 20. März 1995 an der Hochschule für Wirtschaft und Politik in Hamburg. Frankfurt am Main u. a. 1996 (Forschungen zum Junghegelianismus I)
- À la recherche de la démocratie perdue. Eine Dokumentation am Beispiel Karl Nauwercks. Appell zur gemeinsamen Erforschung der deutschen Demokratiegeschichte. In: Peter Stein (Hrsg.): 1848 und der deutsche Vormärz. Jahrbuch des Forum Vormärz Forschung, Bielefeld 1997, Bd. 3, S. 67–84.
- mit E. N. Tschurenev: Geschichtliche Welt und menschliches Wesen. Beiträge zum Bedenken der conditio humana in der europäischen Geistesgeschichte, Frankfurt am Main/Bern/New York 1994
- Philosophie, Literatur und Politik vor den Revolutionen von 1848. Zur Herausbildung der demokratischen Bewegungen in Europa, Frankfurt am Main/Bern/New York 1996.
- mit D. Losurdo: Versprechen Europa, Hamburg 1997 (=DIALEKTIK 1997/2)
- mit K. H. Tjaden, M. Tjaden-Steinhauer: Gesellschaft von Olduvai bis Uruk. Soziologische Exkursionen, Kassel 1998 (Studien zu Subsistenz, Familie, Politik. Bd. 1)
- Der Begriff der Geschichte bei H. Arendt und die Sho’ah, in: P. Amodio u. a.(Hrsg.): La Sho‘ah tra Interpretazione e Memoria, Neapel 1999.
- Demokratie und Geschichtsphilosophie des 20. Jahrhunderts, in: H. J. Sandkühler (Hg.): Enzyklopädie der Philosophie, Hamburg 1999
- Industrielle Revolution? = Produktivkraftentwicklung? = Arbeitermacht? Thesen zur vormartistischen Sozialismustheorie. In: Alternativen denken. Kritisch emanzipatorische Gesellschaftstheorien als Reflex auf die soziale Frage in der bürgerlichen Gesellschaft. Herausgegeben vom Zentralinstitut für Philosophie. Zentralinstitut für Philosophie, Berlin 1991, S. 80–82. (Kolloquium zum Thema: Alternativen Denken, 4. und 5. Oktober 1991, Berlin).
- Karl Nauwerck. Vom Zufall einer Biographie. In: Beiträge zur Marx-Engels-Forschung. NF 2003: Nachlass Edition. Probleme der Überlieferung persönlicher Nachlässe des 19. Jahrhunderts und ihrer wissenschaftlichen Edition. Berlin (Argument Verlag) 2003, S. 135–140.
- Karl Nauwerck (1810–1892). [sic!] Ein „unbekannter“ und „vergessener“ Radikaldemokrat? In: Helmut Bleiber, Walter Schmidt, Susanne Schötz (Hrsg.): Akteure eines Umbruchs. Männer und Frauen der Revolution von 1848/49. Fides, Berlin 2003, ISBN 3-931363-11-2, S. 431–462.
- Karl Nauwerck in Sizilien. Eine Edition zweier früher sozialkritischer Bildungsreiseberichte. In: Forum Vormärz Forschung. Band 14 (2008), Bielefeld 2009, ISBN 978-3-89528-728-2, S. 205–216.
- Lust, ein Weltbürger zu sein. Zu Jaspers‘ Geschichtsphilosophie. Dass. it.: „Volere essere cittadini del mondo?“ La filosofia della storia di Karl Jaspers. In: Studi jaspersiani III. Storia e età assiale a cura die M. Deodati / F. Miano / S. Wagner, Napoli/Salerno 2015, S. 167–183.
- mit M. Genna, Die Patriotische Gesellschaft in Bern und Isaak Iselins Anteil an der europäischen Geschichtsphilosophie, Frankfurt/M. / Bern / Bruxelles 2015 [Forschungen zum Junghegelianismus. Quellenkunde, Umkreisforschung, Theorie, Wirkungsgeschichte. Hrsg. v. K. Feilchenfeldt u. L. Lambrecht, Bd. 21].
- Isaak Iselins Anteil an der Gründungsgeschichte der europäischen Geschichtsphilosophie. Eine vorläufige Dokumentation. In: Genna/Lambrecht 2015, S. 129–323.
- Karl Nauwerck – Ein „bekannter patentirte Revolutionär“. Herkunft und Jugend – Von der Aufklärung zum Aufbegehren. Nebst Anhängen mit Archivalien und Dokumenten von und zu Ludwig und Karl Nauwerck sowie mit Exkursen, Frankfurt/M. / Bern / Bruxelles, 2016, Forschungen zum Junghegelianismus. Quellenkunde, Umkreisforschung, Theorie, Wirkungsgeschichte. Hrsg. v. K. Feilchenfeldt u. L. Lambrecht, Bd. 22.
- Zur Jochmann Rezeption bei Karl Nauwerck. Eine vorläufige Dokumentation. In: H. Gundlach (Hg.), Carl Gustav Jochmann. Spuren eines Spätaufklärers im 19. und 20. Jahrhundert, Heidelberg, 2016, S. 19–56.
- David Friedrich Strauß: Seine Fraktionen der Hegel-Schule, seine Charakterisierung Schleiermachers und das „lange 19. Jahrhundert“. In: Potthast, B./ V.H. Drecoll (Hrsg.): David Friedrich Strauß als Schriftsteller – Werk und Wirkung, Heidelberg, S. 39–53, Beihefte zum Euphorion. Zeitschrift für Literaturgeschichte, H. 100, hrsg. v. W. Adam 2018.